# دکه مواد غذایی

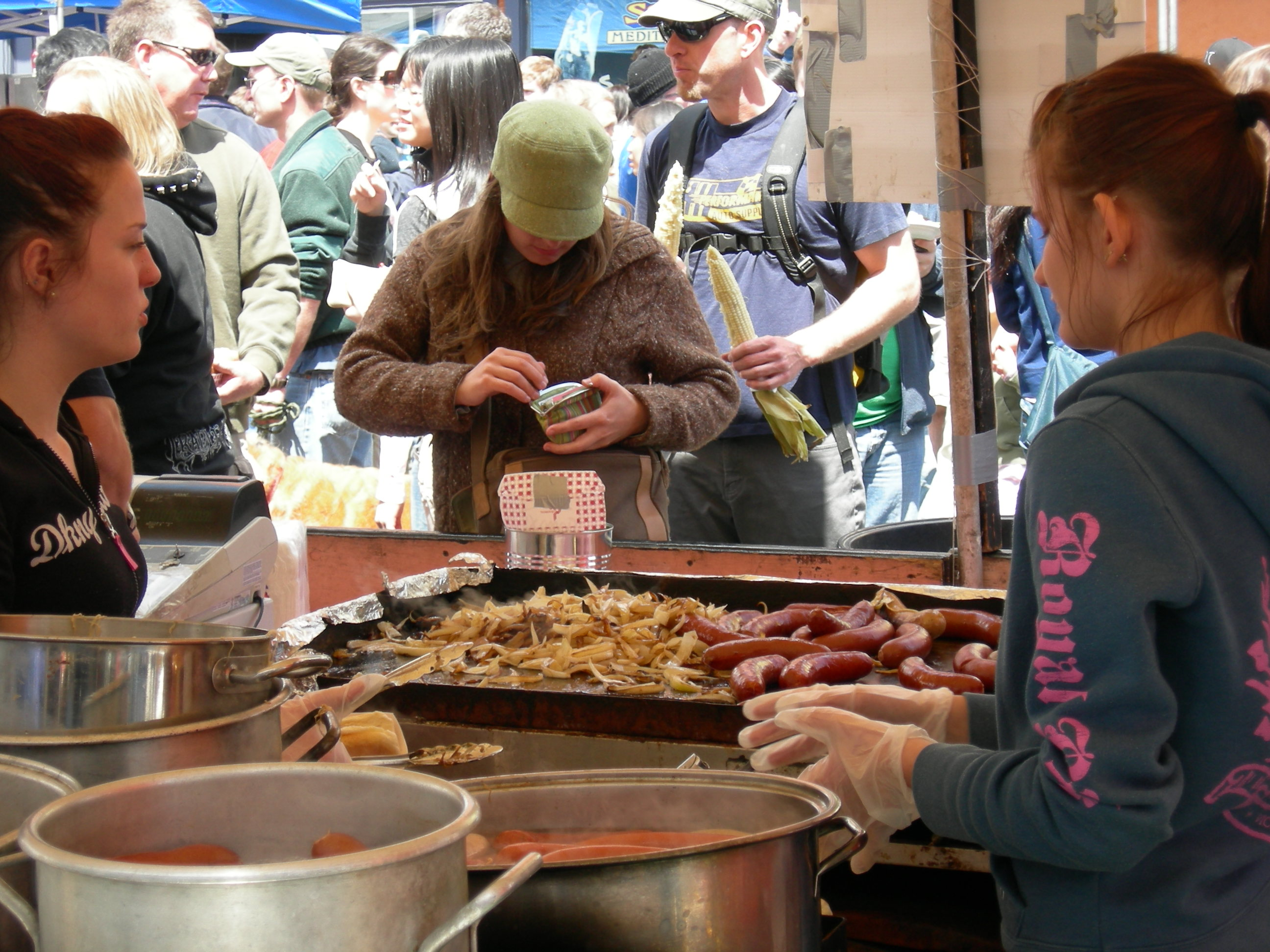
فروشندگان در دکه مواد غذایی در حال سرخ کردن سوسیس در نمایشگاهی در سیاتل واشنگتن.

دکه مواد غذایی (همچنین دکه غذافروشی، کیوسک مواد غذایی) به‌طور کلی به یک دکه، کیوسک یا ساختار موقت گفته می‌شود که برای تهیه و فروش مواد غذایی به عموم مردم ایجاد می‌شود. این غرفه‌ها معمولاً در جایی عمومی که گروه زیادی از افراد حاضرند مانند پارک، دانشگاه، ورزشگاه و فستیوالها برقرار می‌شوند. گاهی این اصطلاح همچنین به عملیات کسب و کار و فروشندگان غرفه‌های مواد غذایی هم گفته می‌شود.

## پیشینه
شواهد نشان می‌دهد برخی غذاهای محبوب، از غرفه‌های اغذیه فروشی سرچشمه گرفته یا برای فروش در این دکه‌ها شهرت یافته‌اند. به عنوان مثال بستنی قیفی در آمریکای شمالی نخستین بار در سال ۱۹۰۴ در نمایشگاه خرید لوئیزیانا در غرفه‌ها ارائه شد.

## عملیات

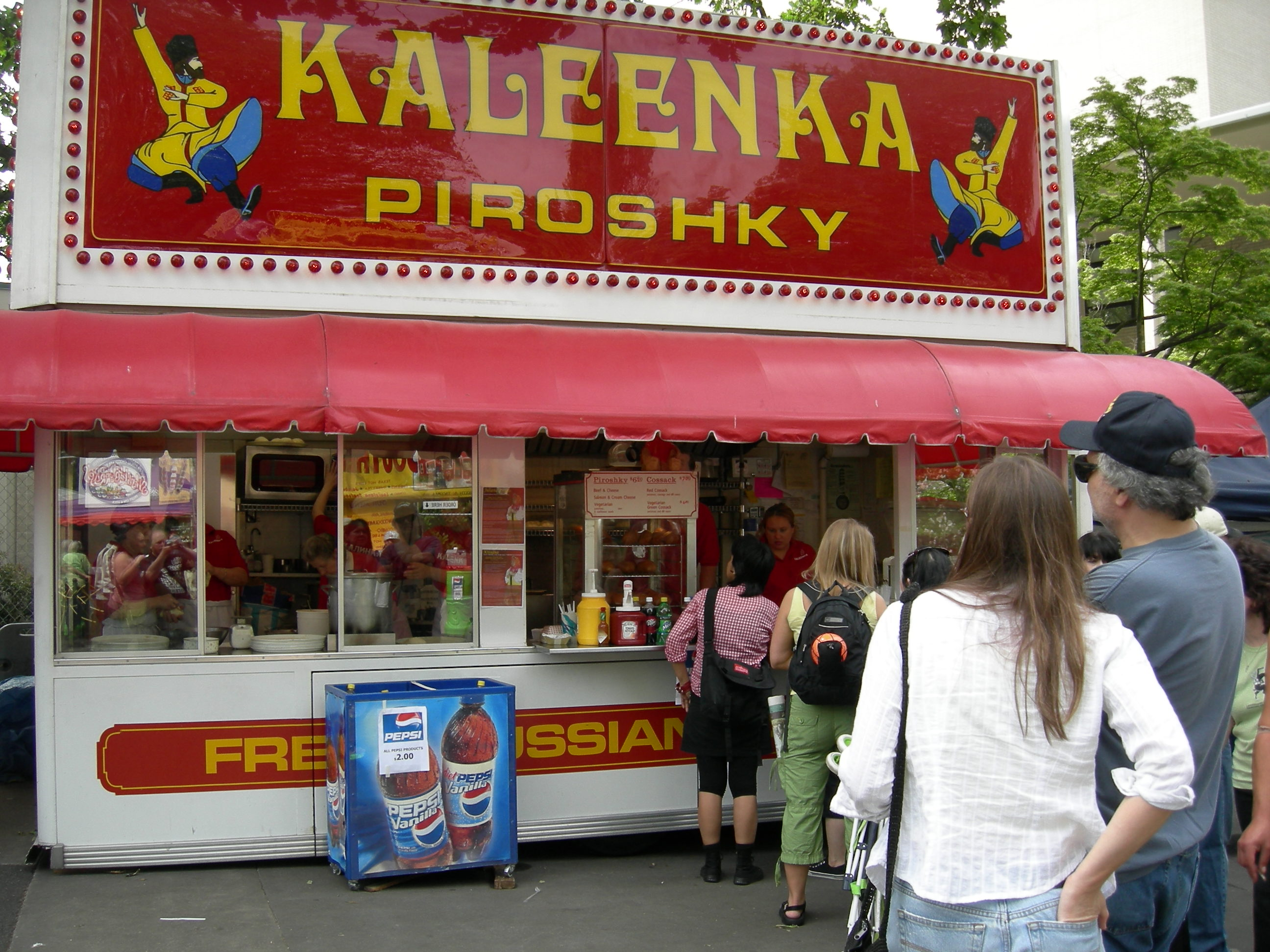
دکه مواد غذایی در سیاتل.

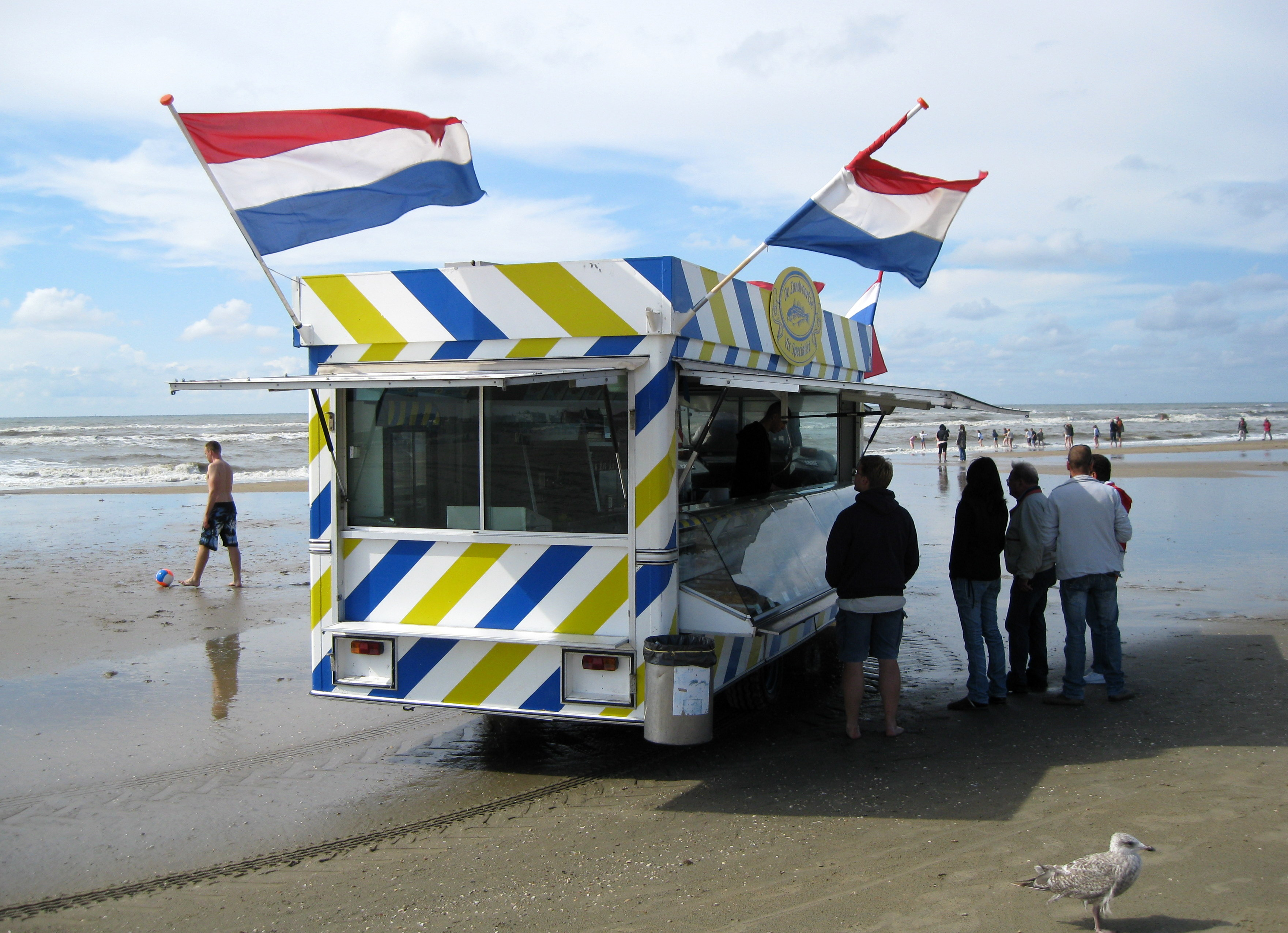
غرفه سیار مواد غذایی در ساحل زاندوورت هلند.

دکه‌های مواد غذایی عمدتاً به عنوان غرفه مواد غذایی در مکانهای عمومی یا رویدادهای خاص عمل می‌کنند. این دکه‌ها یا مالکان مستقل دارند یا بخشی از شرکتها و کسب و کارهای بزرگ و زنجیره‌ای هستند. برخی رستورانها هم ممکن است دکه‌هایی برای ارائه بخشی از منوی خود در بیرون از رستوران یا در محل اجتماعات تدارک ببینند. کیوسک مواد غذایی ممکن است به صورت محلی توسط سازمان‌های غیرانتفاعی به عنوان وسیله‌ای برای جمع‌آوری کمک‌های مالی برپا شود. سازمانهای غیرانتفاعی ممکن است هزینه‌های کمتری برای برپایی این کیوسک‌ها بپردازند.

## مقررات
کیوسکهای غذافروشی در کشورهای مختلف ممکن است تابع شرایط قانونی و مستلزم کسب مجوز باشند. به‌طور معمول کارکنان و صاحبان این کیوسکها باید مقررات بهداشتکار، بهداش عمومی و ایمنی مواد غذایی را رعایت کنند.
از جمله قوانین و مقررات دکه‌های مواد غذایی می‌توان به اینها اشاره کرد:
- ملزومات ساختمانی برای ساخت و ساز و قرار دادن دکه[۱۰]
- الزامات یا محدودیت در مورد ساعت کار و تعداد روز فعالیت مجاز[۱۱]
- محدودیت در حمل و نقل و آماده‌سازی مواد اولیه غذایی[۱۲]
- محدودیت در ذخیره‌سازی، حمل و نقل و قرار دادن مواد اولیه غذاها[۱۲]
- قوانین مربوط به در دسترس بودن و نزدیکی دفع زباله امکانات و توالت[۱۳]
- قوانین حاکم بر رفتار و پاکیزگی کارکنان
- قوانین حاکم بر حیوانات و آفت‌ها
- انجام سایر موارد بهداشتی در صورت اعلام نیاز توسط بازرس بهداشت[۱۴]